# Följd
Inom matematiken är en följd en numrerad uppsättning objekt av en viss typ (exempelvis tal) där upprepning är tillåten. Liksom en mängd består en följd av element (ett element i en följd är det objekt som står på en viss plats), med skillnaden att den ordning i vilken elementen står är väsentlig och att upprepning tillåts. I en talföljd är elementen tal. Om följden består av heltal kallas den heltalsföljd. En följd kan bestå av ett ändligt eller oändligt antal element, och kallas då ändlig följd respektive oändlig följd. Oändliga följder brukar ofta anges genom att räkna upp ett antal av de första elementen och sedan symboliskt ange resten med "...". Elementen kallas ibland "termer", men detta ger en förväxlingsrisk eftersom begreppet term normalt används annorlunda (och en talföljd vars "termer" successivt eller kumulativt adderas, som ju "termer" gör, kallas serie, vilket är något helt annat än en följd).
Synonymen sekvens är i dag inte ovanlig, under påverkan från engelskans sequence. Även termen svit används sällsynt som synonym till följd, som exempelvis i spektralsvit för spektralföljd (efter franskans suite spectrale).
Antalet element i följden (som kan vara oändligt) kallas följdens längd och ett elements position i följden kallas elementets rang eller index. Den objektstyp som motsvarar elementet kallas elementets värde.

## Exempel
Följden av positiva heltal: (1, 2, 3, ... n-1, n, n+1, ...) utgör en följd där varje tal k utgör det k:e elementet i följden, det vill säga har rang k eller index k.
Om vår mängd av objekt består av de olika fordon som ingår i mängden {bil, motorcykel, moped, cykel}, bildar de objekt (=fordon) som passerar en viss punkt på en väg (från det att vi sätter oss och börjar anteckna) elementen i en följd, exempelvis (bil, cykel, bil, bil, moped, ...) Värdet för det femte elementet i vår fordonsföljd är "moped".
Fibonacciföljden är en oändlig talföljd: (1, 1, 2, 3, 5, 8, ...), primtalen bildar en annan oändlig talföljd: (2, 3, 5, 7, 11, 13, ...) Det första elementet i fibonacciföljden är 1, det andra elementet i följden är också 1, det tredje är 2, etcetera.
Följden (A, B, C, D) är en följd av bokstäver som skiljer sig från följden (B, A, D, C), medan mängden {A, B, C, D} är densamma som mängden {B, A, D, C}.
Om sannolikheten för att en tappad macka hamnar med smörsidan neråt på den äkta mattan är pN, så är sannolikheten för att få följden (ner, ner, upp, ner) lika med pN3(1-pN), medan sannolikheten för att tre mackor av fyra tappade hamnar med smörsidan ner är fyra gånger så stor (eftersom det finns fyra olika följder som består av tre "ner" och en "upp").

## Definition
En "enkel" definition är att en följd är en samling av n (där n kan vara oändligt) ordnade element (vart och ett ej nödvändigtvis unikt i förhållande till övriga element), valda ur en mängd av sinsemellan olika objektstyper, som kan avbildas på de positiva heltalen så att det till varje element ai i följden (a1, a2, ...,  an) kan ordnas ett positivt heltal i, vilket anger elementets position i följden.

## Generaliseringar
En generalisering av följder till godtycklig kardinalitet på indexmängden är ett nät.